# Малая Волга
Малая Волга — деревня в Селижаровском районе Тверской области. Относится к Селищенскому сельскому поселению.

## География
Расположена в 6 километрах к западу от районного центра Селижарово, в 7 километрах к юго-востоку от посёлка Селище, на правом берегу реки Волги. Севернее деревни железнодорожный мост через Волгу на линии «Торжок — Соблаго». На противоположном берегу — деревня Большая Волга.

## История
В середине XIX века значилась как казённая деревня Малая Волга (второе название Волго-Перевоз) и относилась к Сухошинской волости Осташковского уезда Тверской губернии. В 1859 году — 5 дворов, 37 жителей. В 1889 году в 8 дворах, 55 жителей.
До 2006 года — в составе Дубровского сельского округа.
До 28 апреля 2014 года называлась Волга

## Население
| 1859 | 1889 | 2002 | 2008 | 2010 |
| ---- | ---- | ---- | ---- | ---- |
| 37   | ↗55  | ↘2   | ↗4   | ↘1   |